# 유니온 뱅크 타워
유니온 뱅크 타워(영어: Union Bank Tower)는 미국 포틀랜드에 위치하고 있다.

## 같이 보기
- 포틀랜드 (오리건주)의 마천루 목록